# Charles Hernu

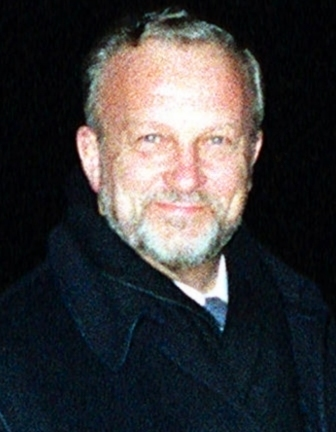
Charles Hernu 1983.

Charles Hernu, född 3 juli 1923 i Quimper, Finistère, död 17 januari 1990 i Villeurbanne, Rhône, var en fransk politiker och journalist. Han var Frankrikes socialistiske försvarsminister från 1981 till 1985. Under en period 1953-1963 spionerade han för Bulgariens räkning.

## Politisk karriär
Under andra världskriget arbetade Charles Hernu som tjänsteman i en länsstyrelse lojal mot Vichyregeringen. Efter sin död har han anklagats för kollaborationism och antisemitism under kriget.
Under slutet av 1940-talet arbetade Charles Hernu för Institutet för Frankrikes utrikeshandel. Han var ledamot av Frankrikes nationalförsamling från 1956 till 1959, då han representerade valkoalitionen Front républicain. 1960 deltog Hernu i grundandet av PSU, Parti socialiste unifié, och kom senare att stödja François Mitterrand som presidentkandidat 1965. Hernu inträdde i Parti Socialiste och blev under 1970-talet partiets expert på försvarsärenden och kärnvapenfrågor. Hernu valdes i mars 1977 till borgmästare i Villeurbanne. I samband med François Mitterrands seger i presidentvalet i maj 1981 utsågs Hernu till försvarsminister.

## Rainbow Warrior
Den 10 juli 1985 sänktes Greenpeace-fartyget Rainbow Warrior i Aucklands hamn i Nya Zeeland av agenter tillhörande Frankrikes underrättelsetjänst, Direction Générale de la Sécurité Extérieure (DGSE). Franska myndigheter ansåg att Greenpeace försökte förhindra Frankrikes kärnvapentester som genomfördes i Franska Polynesien. En nederländsk fotograf, Fernando Pereira, dödades vid explosionen. En politisk skandal blev ett faktum, och Hernu, i egenskap av försvarsminister, tvingades att avgå.
År 2005 avslöjade amiral Pierre Lacoste, som var befälhavare för DGSE mellan 1982 och 1985, att ordern att sänka Rainbow Warrior hade kommit från Mitterrand själv, och Lacoste hävdade att Hernu hade utsetts till syndabock.

## Öststatsagent
Hernu var från 1953 och under tio år en betald agent för den bulgariska säkerhetstjänsten. När det upptäcktes av DST 1992 beordrade president Mitterand att det skulle hållas hemligt. 

## Eftermäle
Charles Hernu avled i en hjärtinfarkt 1990. I Villeurbanne har myndigheterna uppkallat en tunnelbanestation efter Hernu – Charpennes-Charles Hernu.